# Managementul tehnologiilor
Tehnologia este un instrument puternic pentru susținerea avantajului competițional al companiilor. Domeniul managementului tehnologiilor a apărut pentru a indica tehnicile manageriale pe care trebuie să le abordeze companiile pentru a utiliza tehnologiile în strategiile și operațiile afacerilor. Profesorul Michael Porter de la Harvard Business School (SUA) a notat în cartea sa Competitive Advantage că tehnologia are potențialul de a schimba structura industriilor existente și de a crea noi industrii. Tehnologia determină avantajul competițional al liderilor de piață și favorizează noile companii să preia leadershipul de la firmele existente. Managementul tehnologiilor este setul de politici și practici care influențează pozitiv tehnologiile, cu scopul construirii, menținerii și creșterii avantajului competițional al firmelor pe baza cunoștințelor cu drept de proprietate și a know-how-ului. Managementul tehnologiilor este aplicarea tehnicilor manageriale celor mai adecvate pentru a asigura că factorul tehnologie este exploatat pentru atingerea obiectivelor întreprinderii. O parte hotărâtoare a acestei abordări constă în implementarea corectă a practicilor adecvate referitoare la managementul tehnologiilor și managementul inovațiilor, la nivelul întreprinderii. Managementul tehnologiilor se referă la acele activități implicate în dezvoltarea și exploatarea capabilităților tehnologice pentru avantaj competitiv sustenabil; acesta este o parte integrală și necesară a procesului de dezvoltare industrială eficientă. Conținutul specific al managementului tehnologiilor (MT) variază în funcție de nivelul de dezvoltare al unei țări. În țările industriale avansate, MT ar putea însemna abilitatea de a introduce sectorul de industrii cu tehnologii de vârf ( high-tech) sau de a avansa în domeniul inovării. În multe țări în curs de dezvoltare, MT implică deseori abilitatea de a deveni mai eficient și competitiv în privința tehnologiilor importate într-un domeniu de activitate de fabricație.

## Definiții și abordări ale managementului tehnologiilor
Managementul tehnologiilor (engleză management of technology) s-a dezvoltat la mijlocul decadei anilor 1980. Consiliul Național de Cercetare din Washington, D.C. (U.S. National Research Council in Washington, D.C.-NRC) a definit managementul tehnologiilor ca un domeniu interdisciplinar care asociază " ingineria, știința și disciplinele de management cu scopul planificării, dezvoltării și implementării capabilităților tehnologice, în vederea formării și atingerii obiectivelor strategice și operaționale ale unei organizații." După opinia NRC, elementul de analiză este reprezentat de capabilitățile tehnologice ale organizației. Ca o consecință a acestei definiții, finalitatea managementului tehnologiilor este de a organiza congruența între portofoliul de tehnologii și obiectivele și țintele organizației. Conform propunerii NRC, managementul tehnologiilor ar putea fi considerat ca "intersecția" a două discipline științifice: ȘTIINȚA și TEHNOLOGIA pe de o parte și MANAGEMENTUL, pe de altă parte, ceea ce permite îmbinarea competențelor tehnice cu cele manageriale. Se urmărește astfel să se exporte metodele existente de management la managementul resurselor tehnologice. Raportul NRC a indicat că există o mare necesitate de a sprijini educația și cercetarea în domeniul MT și că este necesară finanțarea unor agenții ca NSF (National Science Foundation) și NASA pentru a sprijini astfel de cercetări.
Cercetarea și dezvoltarea a noi practici de management și învățare în domeniul managementului tehnologiilor ar trebui să includă :
- Cum să fie integrată tehnologia în obiectivele strategice generale ale firmei ?
- Cum să fie introdusă, respectiv retrasă, tehnologia mai rapid și mai eficient în firmă?
- Cum să fie evaluată mai eficient tehnologia ?
- Cum să se realizeze mai bine un transfer de tehnologie?
- Cum să se reducă timpul necesar pentru dezvoltarea noilor produse?
- Cum să fie manageriată utilizarea internă, în organizație, a tehnologiilor?

După abordarea inițială de către NRC a apărut un volum mare de publicații asupra operaționalizării managementului tehnologiilor.
B.A.Bayraktar (1990)  a dat următoarea definiție: "o perspectivă rațională și sistematică răspunzând la oportunitățile tehnologice și inovațiile tehnologice și care tratează consecințele lor." Prin definiția sa, Bayraktar a redus scopul managementului tehnologiilor la "probleme de decizie la toate nivelurile, referitoare la crearea și utilizarea activelor tehnologice și a capabilităților tehnologice". Managementul tehnologiilor acoperă:
- crearea de noi tehnologii și utilizarea eficientă și efectivă a tehnologiilor existente;
- răspunsul și înfruntarea impactelor și efectelor schimbării tehnologice asupra persoanelor, organizațiilor, societății și naturii;
- dezvoltarea metodelor, tehnicilor și procedurilor pentru tratarea problemelor tehnologice.

Ulterior, Dankbaar (1993) a sugerat să se includă în managementul tehnologiilor "toate activitățile de management asociate cu procurarea tehnologiilor, cu cercetarea, dezvoltarea, adaptarea și acomodarea tehnologiilor în întreprindere și cu exploatarea tehnologiilor pentru producția de bunuri și servicii.
Aceste definiții sunt larg acceptate de comunitatea științifică care se recunoaște prin Asociația Internațională pentru Managementul Tehnologiei (International Association for the Management of Technology -IAMOT). Astfel de definiții au adoptat punctul de vedere asupra managementului tehnologiilor ca disciplină care ia în considerare activele (engleză assets) tehnologice.
M.K.Badawy (1998) a sugerat că managementul tehnologiilor este practica integrării strategiei tehnologice cu strategia de afaceri, iar o astfel de integrare necesită coordonarea deliberată a cercetării-dezvoltării cu fabricația și cu alte funcțiuni operaționale ale organizației industriale.
Gregory, M.J. (1995) a propus un model general al managementului tehnologiilor, constituit din cinci procese generice:
- identificarea tehnologiilor pentru produse viitoare, care sunt importante pentru companie;
- selectarea tehnologiilor care ar putea fi sprijinite de companie;
- achiziția și asimilarea tehnologiilor selectate;
- exploatarea tehnologiilor selectate ,pentru a genera profit sau alte beneficii;
- protecția cunoștințelor și expertizei încorporate în produse și în sistemele de fabricație.

Acest model al procesului de management al tehnologiilor are avantajul de a fi foarte general, incluzând toate activitățile de MT din firmă.
Analiza conținutului literaturii de specialitate asupra managementului tehnologiilor conduce la concluzia că nu există o definiție general acceptată a acestui concept. Se recunoaște că lipsa de acord asupra definiției poate fi o barieră în dezvoltarea conceptului de managementul tehnologiilor. O mare parte a literaturii asupra MT se concentrează pe aplicarea metodelor specifice ale științei managementului la managementul tehnologiilor. Alt domeniu de interes prevalent se referă la etapele ciclului de viață al tehnologiilor, în sensul că managementul tehnologiilor include managementul fiecărei etape a ciclului de viață.
Există un anumit acord asupra faptului că MT este un efort (tentativă -endeavor) multidisciplinar(ă), care asociază ingineria, știința și disciplinele de management într-o abordare holistică, sistematică și integratoare (vezi mai sus definiția formulată de NRC). Există, de asemenea, un consens asupra faptului că MT atât formează, cât și sprijină obiectivele și scopurile strategice. MT este considerat ca fiind managementul procesului de extindere a abilităților umane și ale organizației pentru atingerea obiectivelor strategice. Interpretarea implicită sau explicită cea mai obișnuită a expresiei "obiectiv strategic" este câștigarea avantajului competițional, însă în general, obiectivele pot fi sociale sau economice.
Domeniul managementului tehnologiilor a fost abordat, de asemenea, din alte paradigme de management și domenii ale științei, de exemplu, teoria organizației și managementul calității. Literatura sugerează că alinierea între strategia tehnologică și strategia organizației este crucială, această aliniere fiind obținută prin intermediul unui sistem formal de management al tehnologiilor.
George Eisler (2002) a propus, în teza sa de doctorat, o definiție generală și cuprinzătoare a conceptului de MT: " Managementul tehnologiilor poate fi definit ca o aplicație holistică și integrată a ingineriei, științei și capabilităților managementului la managementul strategic al tehnologiilor de produs și de proces, noi  și relevante, cu scopul de a forma și a îndeplini obiectivele și scopurile necesare pentru succesul organizației".
Această definiție subliniază necesitatea de a efectua managementul tehnologiilor pe tot parcursul ciclului lor de viață, adică de la concepția tehnologiei până la înlocuirea acesteia. Pot fi evidențiate două aspecte importante ale acestei definiții:
- tehnologia contribuie la formarea și îndeplinirea strategiei de afaceri a organizației;
- obiectivul managementului tehnologiilor este, în esență, de a contribui la succesul organizației, însă "succesul" trebuie să fie definit pentru fiecare organizație/companie particulară. În general, succesul depinde de doi factori specifici: resursele tehnice și capabilitățile de management.

În abordarea holistică și integrată a conceptului de managementul tehnologiilor, propusă de G.Eisler, acest concept include trei dimensiuni:
- managementul strategic al tehnologiilor;
- managementul schimbării și inovării;
- managementul organizației și operațiunilor.

Managementul strategic al tehnologiilor implică dezvoltarea strategiei tehnologice în aliniere cu strategia de afaceri.
Managementul schimbării și inovării se concentrează pe managementul schimbării prin inovare, pentru a adopta noi căi de satisfacere a necesităților clienților.
Managementul organizației și operațiunilor trebuie să cuprindă fiecare etapă a ciclului de viață al tehnologiilor și să fie sprijinit de evaluarea și aprecierea neîntreruptă a performanțelor și riscurilor la nivelul tehnologiilor și organizației.
O formulare foarte cuprinzătoare a conținutului managementului tehnologiilor a fost propusă de profesorii Jean-Jacques Chanaron și Dominique Jolly(1999). de la Groupe ESC Grenoble, Franța, care consideră că managementul tehnologiilor se ocupă de portofoliul de tehnologii al companiei, adică de întregul ansamblu de resurse și capabilități tehnologice diseminate în companie/organizație. Scopul managementului tehnologiilor se referă la activități cum sunt: prognoza tehnologiilor, explorarea, crearea și dezvoltarea tehnologiilor, achiziția, exploatarea (utilizarea), diseminarea, comercializarea, transferul, implementarea și înlocuirea tehnologiilor prin inovare tehnologică. Așadar, practica managementului tehnologiilor într-o companie trebuie să includă paleta largă de activități menționate, integrate în procesele de management general al companiei. Managementul portofoliului de tehnologii revine în sarcina tuturor inginerilor, tehnicienilor și cercetătorilor, atât din departamentul de C-D, cât și din fabricație.
Chanaron și Jolly (1999) introduc conceptul de management tehnologic, considerat ca fiind o disciplină globală și transversală care va aborda funcțiile de management ca unități de analiză. Cu alte cuvinte, managementul tehnologic tratează marketingul și tehnologia, managementul financiar și tehnologia, managementul resurselor umane și tehnologia, managementul producției și operațiunilor și tehnologia. Managementul tehnologic consideră tehnologia ca input. Rolul managementului tehnologic este de a captura și a ține sub control impactul tehnologiei asupra fiecărui domeniu de management.
O prezentare judicios structurată a conceptului de managementul tehnologiilor este realizată în manualul Tool and Manufacturing Engineers Handbook (TMEH) Knowledge Base (1998). În această lucrare de referință se precizează că managementul tehnologiilor în fabricație implică trei faze distincte, care trebuie repetate în timp, o dată ce se modifică atât tehnologia, cât și situația întreprinderii : 1)planificarea tehnologiei; 2)selectarea tehnologiei; 3)aplicarea tehnologiei. Aceste trei faze alcătuiesc ciclul de viață al managementului tehnologiilor.
Procesul de planificare a tehnologiei identifică noi oportunități de tehnologii care trebuie să satisfacă obiectivele strategiei de afaceri și care vor trebui să completeze lipsurile din mediul de fabricație existent, evaluează beneficiile care ar rezulta din realizarea oportunităților, determină fezabilitatea de realizare a oportunităților în mediul de fabricație existent și produce un plan de acțiuni cu faze în timp, pentru selectarea tehnologiilor. Acest plan de acțiuni include sarcini, jaloane, măsuri, cerințe de resurse, cerințe pentru organizație, în vederea implementării planului.
În faza de selectare a tehnologiei sunt trecute în revistă tehnologiile relevante curente și cele emergente, cu scopul de a selecta cele mai bune abordări  ale oportunităților identificate. Abordările tehnologiilor compatibile sunt încorporate într-o arhitectură standard a sistemului de fabricație sau platformă care devine baza pentru deciziile de cumpărare a software și echipamentelor. Se elaborează specificații pentru noi tehnologii hardware și software. Sunt specificate, de asemenea interfețele cu ingineria, fabricația, serviciul finaniciar pentru a se pune de acord cu sau a elimina constrângerile mediului de fabricație existent. Se iau decizii de a fabrica/a cumpăra componente, sunt dezvoltate specificații de achiziție și este adus la zi planul de acțiuni. Această a doua fază conduce la specificațiile sistemului pentru a realiza mediul de fabricație dorit (în starea viitoare).
Faza finală este aplicarea tehnologiei și constă din proiectarea preliminară, proiectarea detaliată, construirea subsistemelor și activități de testare. Această aplicare este definită printr-un proces de proiectare preliminară care stabilește subsistemele specifice și cerințele interfețelor cu utilizatorii, apoi un proces de proiectare detaliată care identifică modul în care fiecare subsistem va fi construit sau achiziționat. Este condusă o serie de teste pentru a asigura că subsistemele, sistemul și cerințele business-ului sunt satisfăcute.
Diferitele propuneri de definire a conceptului de managementul tehnologiilor evidențiază faptul că nu există deocamdată un consens asupra definiției, că este vorba de un domeniu emergent sau în faza de dezvoltare conceptuală. De altfel, într-o cercetare recentă, T.Talonen (2008) emite opinia că este corect să se afirme că managementul tehnologiilor este mai mult un set de abordări conceptuale, decât o paradigmă exactă sau un domeniu exact al științei. Din cauza evoluției interdisciplinare și a naturii managementului tehnologiilor, există multiple tipologii și abordări pentru definirea funcțiunilor managementului tehnologiilor.
În țări industriale dezvoltate a apărut profesiunea nouă de manager de tehnologii. Acesta este un specialist de formație generală, cu multiple specializări bazate pe tehnologii și care dispune de noi competențe și tehnici manageriale, care cunoaște strategia companiei și modul cum  poate fi utilizată tehnologia mai eficient pentru a sprijini obiectivele și scopurile firmei. Programele educaționale în Managementul tehnologiilor au deplasat accentul de pe tehnologii pe management, centrându-se pe managementul inovării și strategia tehnologică, însă abordând și alte domenii cum sunt managementul operațiunilor, managementul proiectelor, aplicații pe calculator, dezvoltarea noilor produse,statistică, comportamentul organizațional etc. În anul 2002 s-au elaborat în SUA programe educaționale pentru profesiunea de "manager în știință și tehnologie", destinat "să conducă, să organizeze și/sau să managerieze activități de știință și tehnologie, inclusiv cercetare de bază, cercetare aplicativă și/sau dezvoltarea tehnologiilor avansate". În SUA s-a înființat în anul 1992 Asociația Internațională pentru Managementul Tehnologiei (IAMOT), care este dedicată învățământului și cercetării în domeniul managementului tehnologiilor.

## Managementul dezvoltării interne a tehnologiilor
Integrarea verticală este un stil de control al managementului și reprezintă procesul prin care mai multe faze în producția și/sau distribuția unui produs sau serviciu sunt controlate de o singură entitate sau companie pentru a-și întări poziția competitivă pe piață. Companiile integrate vertical sunt unite printr-o ierarhie și au un proprietar unic. Fiecare membru al ierarhiei produce un produs/serviciu diferit, iar produsele se combină pentru a satisface o necesitate comună.
Integrarea verticală este deseori studiată din punctul de vedere al opțiunii "fabrică sau cumpără" (engleză make or buy).
Abordarea "fabrică sau cumpără" este adecvată pentru un mediu de piață stabil, însă mai puțin în cazul în care condițiile de piață se modifică și se schimbă regulile competiției. În unele industrii (de exemplu, de automobile) mulți fabricanți au conștientizat că este mai dificil să stăpânească inovația tehnologică în concepția și producția fiecărei componente a unui produs complex. Este dificil pentru companii să dispună de competențele necesare în tehnologii foarte diferite, cum sunt cele mecanice, electrice, electronice, aerodinamice etc. În multe cazuri, fabricanții păstrează pentru activități interne numai proiectarea și asamblarea, lăsând alte activități în sarcina furnizorilor.
Pentru fabricant este important să aibă sub control producția componentelor strategice, mai degrabă decât a fiecărei componente. Relevanța strategică a componentelor este asociată direct cu riscurile lor strategice:
- caracterul adecvat/oportun (engleză appropriable) al componentei;
- adecvanța know-how-ului;
- vizibilitatea pe piață;
- siguranța furnizării;
- timpul până la introducerea pe piață (engleză time to market).

Fabricanții-lideri sunt forțați să-și păstreze capabilitățile necesare pentru a concentra proiectarea, ingineria și eforturile de producție asupra componentelor care dispun de un nivel semnificativ de relevanță strategică. Competitivitatea lor se referă la know-how specific în domeniile:
- tehnologii de produs;
- tehnologii de proces;
- organizare;
- cercetare-dezvoltare.

Liderii integrării verticale vor trebui să-și dezvolte capabilitatea de a identifica componentele cu caracter strategic, precum și pe acei furnizori care au competențele necesare pentru producția lor.
Obiectivul acestei secțiuni este restrâns la evidențierea importanței antreprenoriatului în domeniul tehnologic în contextul specific al raportării cadrului teoretic al politicii specializării inteligente la TGE. În acest sens, intenționăm să integrăm acestui context de discuție câteva rezultate ale studiilor întreprinse asupra antreprenoriatului. Trebuie subliniat că recunoaște rolul și importanța antreprenoriatului alături de cercetare și inovare. În ciuda acestui fapt, înțelegerea rolului și importanței antreprenoriatului nu pare a fi pe deplin reliefată.
Natura relației dintre cunoaștere și inovare, dar și ce anume este determinant în acest proces de transformare au reprezentat teme importante în investigațiile de factură teoretică și în studiile empirice. Spre exemplu, Block, Thurik & Zhou insistă asupra rolului pe care îl joacă antreprenoriatul, alături de diseminarea cunoașterii, în încercarea de a răspunde la întrebarea „ce transformă cunoașterea în produse inovative?”. Apoi, trebuie să amintim că politica specializării inteligente leagă investițiile în cercetare, dezvoltare și inovare de creșterea economică regională. Dacă există o relație de cauzalitate, devine de maximă importanță sensul în care este reprezentată această relație. În ciuda faptului că strategia pentru aplicarea politicii specializării inteligente se sprijină pe organizarea/managementul unui proces antreprenorial de descoperire a domeniilor prioritare, acest lucru nu înseamnă, cu necesitate, că antreprenoriatul este privit ca fiind veriga responsabilă pentru traducerea investițiilor în cercetare-dezvoltare în creștere economică la nivel regional. După cum am precizat deja, procesul de descoperire a domeniilor prioritare trebuie receptat mai degrabă ca o modalitate de a externaliza o deficiență a procesului birocratic de alocare a fondurilor.
Raportul grupului de experți la nivel înalt privind TGE din iunie 2011 nu face direct referire la importanța antreprenoriatului în domeniul tehnologic, în ciuda faptului că recunoaște nevoia unui sprijin îndreptat către IMM și vorbește despre o „vale a morții” care trebuie trecută atunci când vine vorba despre TGE în context european. În viziunea autorilor raportului amintit, traversarea acestei „văi a morții” în materie de TGE poate fi imaginată prin construirea unui pod care se sprijină pe trei piloni.
Primul pilon (numit „Cercetare tehnologică”) se bazează pe facilitățile tehnologice susținute de organizațiile care au ca domeniu de interes cercetarea tehnologică și urmărește „valorificarea celor mai bune avantaje ale excelenței științifice europene în procesul de transformare a ideilor care rezultă din cercetarea fundamentală în tehnologii competitive la nivel mondial”. Al doilea pilon („Demonstrația de produs”), este bazat pe liniile de producție pilot sprijinite de consorțiile industriale și urmărește: o demonstrație la scară reală a relevanței produsului în termeni de valoare pentru utilizator și o demonstrație în termeni reali a competitivității noului prototip de produs care conține una sau mai multe TGE. Cel de-al treilea pilon („Activități de fabricare competitive”) se bazează pe facilități de fabricare competitive la nivel global, sprijinite de companiile ancoră. El vizează realizarea și menținerea unor „medii economice atractive în regiunile europene bazate pe ecosisteme puternice și industrii competitive la nivel global”. Multe bunuri și servicii vor fi bazate pe tehnologiile generice, cum ar fi semiconductorii, materialele avansate sau nanotehnologia. 
Raportul grupului de experți la nivel înalt privind TGE recunoaște că Europa, deși stă bine la capitolul cercetare fundamentală, întâmpină dificultăți în comercializarea inovațiilor. Politica specializării inteligente este chemată să acopere acest deficit între inovare și aplicația comercializată. 
Cadrul teoretic al politicii specializării inteligente se sprijină pe ideea, de sorginte neoclasică, că investițiile în cercetare și dezvoltare pot conduce la creșterea economică și prosperitatea regiunilor. Spre exemplu, Block admite că, deși investițiile în cercetare și dezvoltare conduc la creștere economică, beneficiul unor astfel de investiții diferă de la o țară la alta – de exemplu SUA versus UE. Pe de altă parte, Holcombe (1998), de pildă, vede în investițiile în cercetare și dezvoltare doar o manieră de a crește înzestrarea cu factori de producție. Ceea ce este important în accepțiunea sa este însă activitatea antreprenorială.
Politica specializării inteligente are în vedere o specializare în CDI. Prin inovare avem în vedere atât procesul inovativ în ansamblul lui, cât și inovarea ca atare, considerată ca fază bine definită în cadrul procesului inovativ. Obișnuim să spunem în aceste condiții că C-D reprezintă o componentă a procesului inovativ. Dat fiind faptul că antreprenoriatul apare ca fiind o condiție esențială în depășirea acestei „văi a morții”, o condiție a inovării pe piață, procesul inovativ CDI trebuie lărgit în sensul integrării de o manieră explicită a componentei antreprenoriale: (CDI)A. A susține că inovarea este o componentă a procesului antreprenorial implică faptul că trebuie să admitem că C-D reprezintă, deopotrivă, o componentă a procesului antreprenorial. În ciuda faptului că aceste observații își găsesc ecou în aplicarea politicii specializării inteligente, prin faptul că ea se bazează pe existența în prealabil a experimentelor antreprenoriale de succes, sensul general al RIS3 nu valorifică această direcție. Aceste observații ne sugerează ideea că nu este suficient să comparăm doar diversele politici de stimulare a inovării (le includem aici și pe cele în domeniul tehnologiilor generice), sau doar situația în care se aplică o politică a specializării inteligente cu situația în care nu se aplică o astfel de politică.
Politica specializării inteligente se sprijină pe ideea că investițiile în C-D, în particular în TGE, adică în producerea de cunoștințe noi, induc creștere economică la nivel regional. Acs susține că nu doar cunoștințele noi contribuie la schimbarea tehnologică ci, în plus, ele generează oportunități în vederea valorificării lor de către terțe părți, spre exemplu firme. Mecanismul prin care cunoștințele noi dau naștere unor noi oportunități este reprezentat de diseminarea cunoașterii. Prin teoria antreprenorială a diseminării cunoașterii, schimbă accentul dinspre organizații (firme, universități și laboratoare de cercetare) – actori antreprenoriali - care produc de o manieră endogenă cunoștințele noi către agenții economici care se află în posesia cunoașterii diseminate. Predicțiile teoriei mai sus amintite trebuie integrate în cadrul teoretic al specializării inteligente. Dat fiind faptul că politica specializării inteligente leagă specializarea inteligentă de creșterea economică regională, ele dobândesc o importanță suplimentară.
Teoria antreprenorială a diseminării cunoașterii stabilește, așadar, o conexiune între (a) oportunitate și (b) creșterea economică. Predicțiile sale teoretice trimit către
(1) o relaționare direct proporțională între stocul de cunoștințe și nivelul antreprenoriatului, (2) o relaționare invers proporțională între capacitatea entităților deja existente de a exploata în mod eficient fluxurile de cunoaștere și impactul cunoașterii nou create asupra antreprenoriatului; și (3) ele trimit către recunoașterea unui filtru al cunoașterii, cu impact asupra activităților antreprenoriale. În esență, filtrul cunoașterii exprimă diferența între cunoașterea nou produsă și cunoașterea comercializată. Conform teoriei antreprenoriale a diseminării cunoașterii, filtrul cunoașterii produce oportunități pentru antreprenori. Ca atare, cu cât cu filtrul este mai impenetrabil, cu atât sunt mai mari divergențele între evaluări. Pentru a explica transformarea cunoașterii în produse inovative, Block face trimitere, de asemenea, la teoria antreprenorială a diseminării cunoașterii. Bazându-se pe date ce acoperă activitatea inovativă a 21 de țări europene în perioada 1996-2006, ei explică efectul antreprenoriatului asupra transformării cunoașterii în inovație, distingând însă între inovația nouă pentru piață și inovația nouă pentru firmă. Concluzia pe care o formulează este că o rată înaltă a antreprenoriatului facilitează procesul de transformare a cunoașterii în inovații noi pentru piață, dar nu are un efect important asupra relației dintre cunoaștere și inovațiile noi pentru firmă.
O altă tendință, identificată în RIS3 și care este responsabilă, în parte cel puțin, pentru atributul de „inteligent” asociat politicii specializării inteligente, este aceea a conectării regiunilor cu sursele externe de cunoaștere și lanțurile de valoare. Audretsch, Lehmann și Wright văd în globalizare și noile tehnologii rațiunile unei modificări de tendință de la capital și active fizice către activele intangibile și cunoaștere. În aceste condiții, avantajul competitiv al regiunilor trebuie căutat nu atât în capitalul fizic și financiar, cât mai ales în resursele legate de cunoaștere și capitalul uman. RIS3 identifică inter-subiectivitatea ca sursă a inovării. De asemenea, ea pune un accent sporit pe conectarea industriilor emergente bazate pe cunoaștere cu actorii din interiorul și exteriorul regiunii, o condiție considerată esențială pentru aplicarea cu succes a politicii specializării inteligente. Instituțiile publice pot fi caracterizate în aceste condiții ca fiind niște animatori ai inovării. Or, credem că trebuie să distingem între implicarea lor prin politica specializării inteligente în vederea accelerării unor procese economice (RIS3 așează la baza specializării regiunilor în C-D existența în prealabil a unor experiențe antreprenoriale de succes) și ceea ce ar putea fi conceptualizat prin expresia tehnologii regionale pentru inovare în strânsă analogie cu tehnologia informației (legată de geneza politicii specializării inteligente în Europa) și cu tehnologia organizațională (dezvoltată ca urmare a eforturilor de implementare a softurilor pentru afaceri în cadrul organizațional al companiilor).
În încheierea acestei secțiuni insistăm asupra unui tip special de actor antreprenorial în domeniul tehnologic, unul pe care RIS3 (EC, 2012a) îl reține ca important în procesul antreprenorial de descoperire a domeniilor prioritare. Una dintre mutațiile la nivel global este aceea că universitățile tind să devină antreprenoriale și să joace un rol din ce în ce mai important în transferul de tehnologie. Această dimensiune se adaugă celor tradiționale care vizau cercetarea și predarea. 
Una dintre contribuțiile pozitive ale Cadrului teoretic al politicii specializării inteligente (în care sunt incluse referirile la TGE) la analiza modificărilor structurale ale Economiei Globale poate fi pusă pe seama unei anume (re)conectări a nivelului micro (acțiunea antreprenorială) și macro-global (economia globală) prin intermediul antreprenoriatului în domeniul tehnologic. Antreprenorul în domeniul tehnologic identifică „oportunitățile încorporate în tehnologiile emergente și pregătește piețele pe care aceste tehnologii să prolifereze de o manieră comercială”.